# Traité de Vienne (1668)
Pour les articles homonymes, voir Traité de Vienne.
Le traité de Vienne de 1668 est un traité d’alliance secret signé à Vienne en vue du partage des possessions espagnoles entre l’empereur Léopold Ier et Louis XIV, roi de France et de Navarre.

## Contexte
En 1665, lorsque Philippe IV, roi d’Espagne de la famille de Habsbourg décède, son fils Charles II, âgé de quatre ans, lui succède. Mais c’est un enfant de faible constitution et de santé si fragile que les cours européennes ne doutent pas de sa mort prochaine sans laisser de descendance.
L’héritage espagnol reviendrait alors aux deux sœurs de Charles II, l’ainée étant Marie-Thérèse, épouse depuis 1660 de Louis XIV, roi de France et de Navarre, et la cadette Marguerite-Thérèse, mariée en 1666 à l’empereur Léopold Ier de Habsbourg. Toutes deux sont mères dès 1661 et 1667.
Envisageant la possibilité d’un décès sans postérité du roi d’Espagne, Louis XIV fait à Léopold Ier une proposition avantageuse de partage de la couronne espagnole compte tenu qu’il n’était que l’époux de la sœur cadette de Charles II.
Politiquement l’heure est alors pour l’Espagne à la guerre contre l’indépendance du Portugal et à la guerre de Dévolution contre la France.
Léopold Ier, conscient de la difficulté de s’imposer contre la France dans une possible et proche succession d’Espagne, accepte la proposition de Louis XIV.
Le traité secret est négocié puis signé à Vienne le 19 janvier 1668 par Jacques Bretel de Grémonville, ambassadeur plénipotentiaire de Louis XIV, et par Johann Weickhard von Auersperg, représentant Léopold Ier. Le traité est rapidement ratifié par le roi de France le 2 février 1668 à Saint-Germain-en-Laye et par l'empereur le 28 février 1668 à Vienne.

## Contenu

Les territoires mentionnés par le traité de Vienne (d'après une carte des possessions espagnoles en 1580).

Le traité stipule le partage des territoires de la monarchie espagnole entre Léopold Ier et Louis XIV.
- À Léopold Ier reviendraient la Couronne de Castille, la Couronne d’Aragon, le duché de Milan, les présides de Toscane, la Sardaigne, les îles Baléares, les îles Canaries et les Indes occidentales.

- À Louis XIV reviendraient la Haute-Navarre avec ses dépendances, le port catalan de Roses avec ses dépendances, les présides d’Afrique du Nord, les royaumes de Naples et de Sicile, la Franche-Comté, le  duché de Luxembourg, les Pays-Bas espagnols et les îles Philippines dans les Indes orientales.

## Suites du traité
Le traité a une validité de six ans, mais les événements vont rapidement le laisser sans effets. Dès février 1668 le traité de Lisbonne, signé grâce à l’intervention du roi d’Angleterre Charles II, met fin au conflit entre l’Espagne et le Portugal qui voit son indépendance reconnue. Libérée du conflit portugais l’Espagne est alors en mesure de concentrer ses efforts sur le théâtre de la guerre de Dévolution. De plus au même moment est constituée la Triple-Alliance de La Haye (Angleterre, Provinces-Unies et Suède) contre la France.
Louis XIV précipite alors la conclusion le 2 mai 1668 du traité de paix et d’alliance d’Aix la Chapelle avec l’Espagne.
La santé du roi Charles II d’Espagne déjouant les pronostics, la question de la succession d’Espagne va dès lors plutôt se poser du point de vue de son mariage. Ainsi en 1679 il épouse Marie-Louise d'Orléans, nièce de Louis XIV. Cependant, après 10 ans de mariage infertile, la succession d’Espagne va alors occuper toutes les cours d’Europe jusqu’à une guerre inévitable survenue à la mort de Charles II en 1700.